# Lasioptera argentata
Lasioptera argentata är en tvåvingeart som beskrevs av Friedrich Hermann Loew 1850. Lasioptera argentata ingår i släktet Lasioptera och familjen gallmyggor.
Artens utbredningsområde är Polen. Inga underarter finns listade i Catalogue of Life.